# 赤い竜 (ウェールズの伝承)

ウェールズの旗

赤い竜（あかいりゅう）、ウェールズ語で Y Ddraig Goch（IPA：[ə ðraiɡ ɡoːχ] ア・ズライグ・ゴーッホ）は、ウェールズの象徴たるドラゴン（ウェールズ語でドライグ draig）のことである。ウェールズの国旗にも描かれている。英語ではウェルシュ・ドラゴン（Welsh Dragon ウェールズのドラゴン）とも呼ばれる。

## 起源

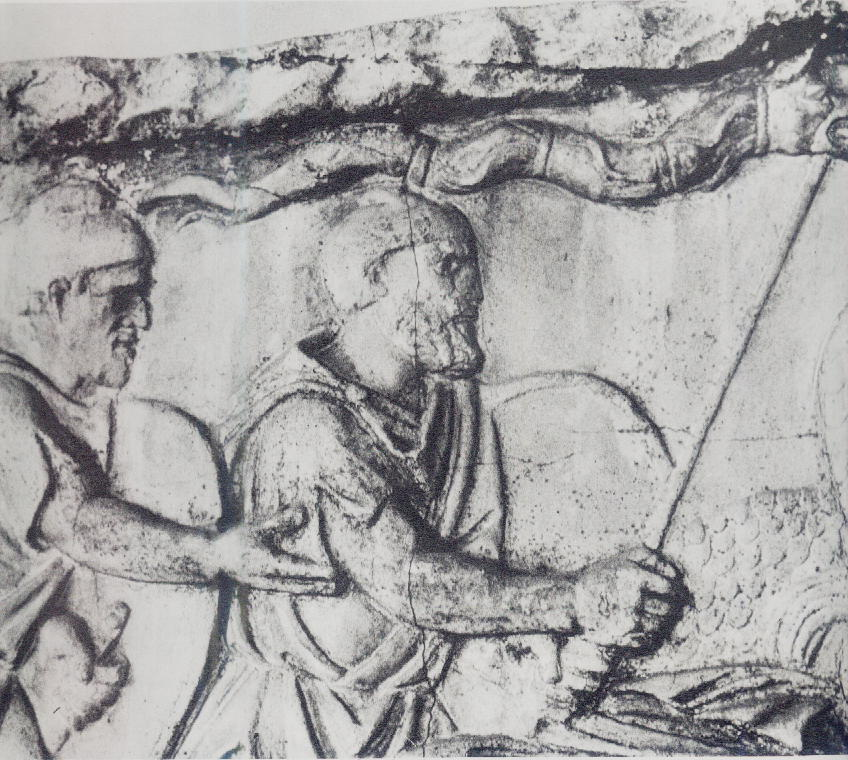
ダキアの軍旗。トラヤヌスの記念柱より。

2世紀に小アジアで大勝利を得たローマ軍がパルティアやダキア人の使っていた蛇のような軍旗（ローマ人はこれをドラコ（draco）と呼んだ）を知り、それを持ち帰ったものとされる。ローマ皇帝トラヤヌスはこれをローマ軍旗として棹の先に付けることを命じた。主に小隊に使用されたという。当初のローマ軍旗は紫のドラゴンであったともされる。ローマ軍がこのドラゴンをローマの属州ブリタンニアにもたらした。西暦5世紀初頭、ローマ軍がブリテン島から撤退して以降、ブリトン人がこれを軍旗として使用したことからケルトの象徴として用いられた。
ローマ軍撤退によって生じた軍事力不在のブリテン島にサクソン人やアングル人が渡来した。そこでブリトン人とサクソン人の戦いが始まる。赤い竜はウェールズの象徴、白い竜はサクソン人の象徴であったという。これは両者の民族がぶつかり合った時代の伝承である。

## 伝説

### 『ブリタニア列王史』における赤い竜と白い竜

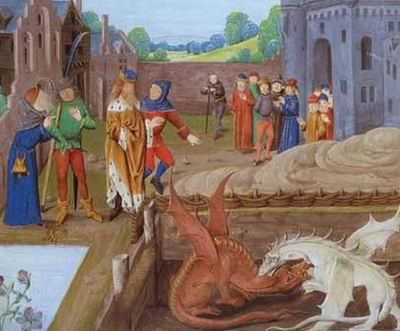
『ブリタニア列王史』における赤竜と白竜の戦いの場面。15世紀頃の彩飾写本。

ブリテンの大君主ヴォーティガン（ウルティゲルヌス）は、サクソン人傭兵の反乱によりウェールズ方面へ退却した後、魔術師たちの助言をうけて堅固な塔を建設しようとした。ところが塔を築こうとしても基礎が一夜にして地中に沈んでしまう。そこで王はふたたび魔術師たちに相談すると、生まれつき父親のいない少年を探し出してその血を礎石のモルタルに振りかけるがよろしいと言われる。そして夢魔を父に持つ少年マーリン（メルリヌス）が生贄として見出され、王の前に連れて来られる。王が事情を説明すると、少年は「魔術師たちを呼んできて下さい、かれらの嘘を証明致しましょう」と言った。そして王と招集された魔術師たちの前で「王様、土を掘り起こすよう工人たちに命じて下さい、そうすれば塔の基礎の地下に水たまりが見つかるでしょう、そのせいで基礎が沈んでしまうのです」と告げた。ヴォーティガンが半信半疑のまま塔の下を掘らせてみると、はたして水たまりが出てきた。マーリンは王の魔術師たちに向かって「嘘の上手なおべっか使いの方々、水たまりの下には何があるかご存じですか」と問いかけ、王には「池の水を抜き取るよう命じて下さい、すると水底には空洞になった石が二つあって、その中に竜が眠っているでしょう」と言った。ヴォーティガンが水を抜かれた池のほとりに座していると、赤い竜と白い竜が出現して戦いを始めた。一時は劣勢と見えた赤い竜は、勢いを盛り返してなんとか白い竜を退かせた。驚いているヴォーティガンに、マーリンは、赤い竜はブリトン人で白い竜はサクソン人だと説明した。さらに、「この争いはコーンウォールの猪が現れて白い竜を踏みつぶすまで終わらない」と予言した。彼の予言は、コーンウォールの猪ことアーサー王がサクソン人を破るという形で成就されることとなる。

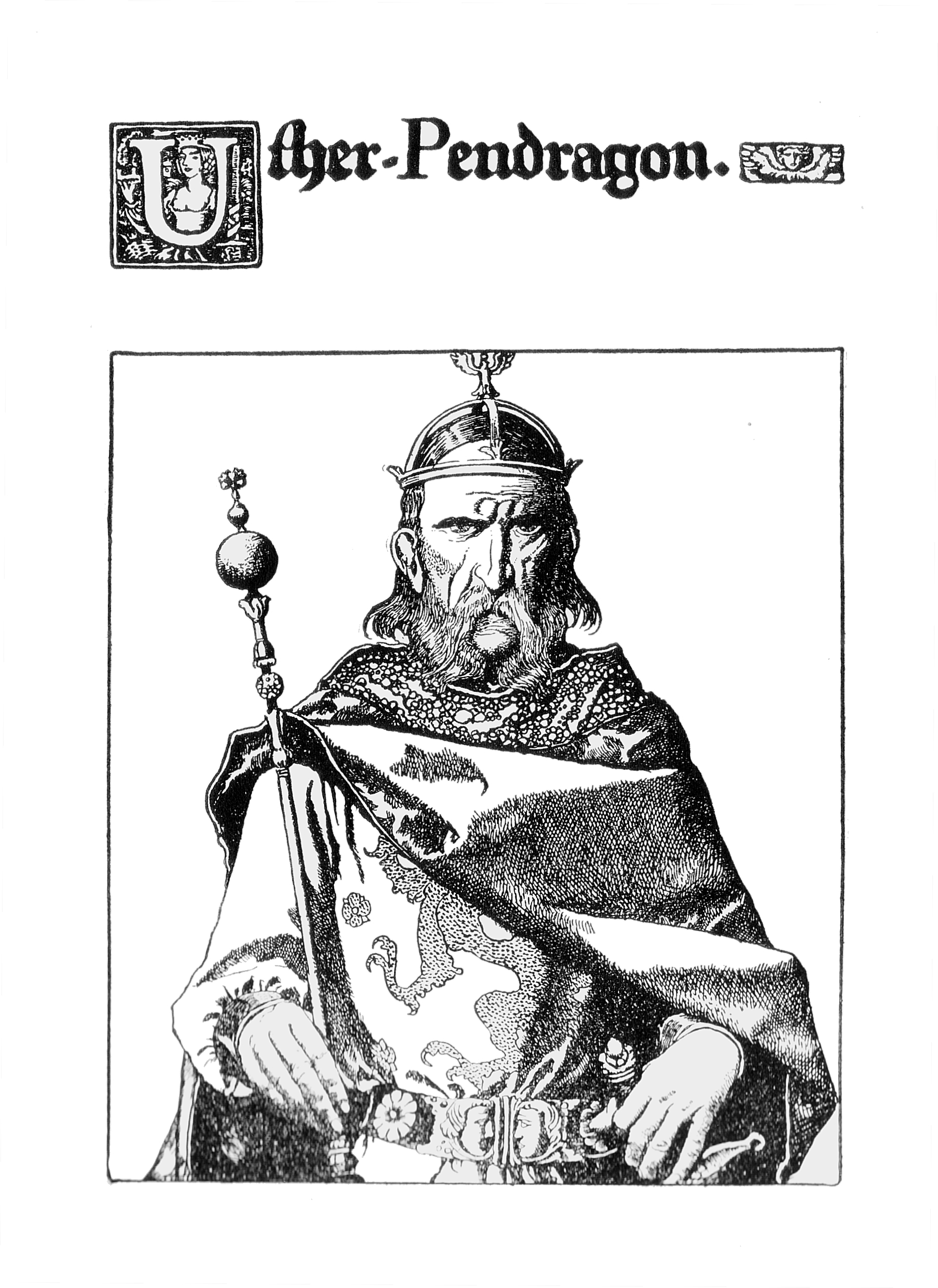
ユーサー・ペンドラゴン

その後、ヴォーティガンはサクソン人とともに暴政を敷く。そのため大陸に逃れていた反乱軍が次々結成され、とうとうヴォーティガンは討ち死した。ヴォーティガンの死後、ブリタニアを治めていたアンブロシウス・アウレリアヌスも殺され、無政府状態となった。アウレリアヌスの弟ユーサー・ペンドラゴンは、サクソンとの戦いの最中で軍を率いていたが、その時、突然空に明るく輝く大きな星が現れた。その星はまるで燃える火の竜のようであった。光の尾を引き、その一つはガリアを指し、もう一つはアイリッシュ海を指していた。
「一体あの彗星は何を意味するのか」ユーサーは魔術師マーリンを呼んで尋ねた。そこでマーリンは兄アウレリアヌスの死を告げ、悲しみにくれながらも、ブリトンの民がサクソンに勝たねばならぬこと、あの星の筋がユーサーに生まれるという息子が立派な王になることを示していること、子孫は皆ブリタニアを治めていくだろうということを語った。
ユーサーは兄の死を嘆きつつもサクソンに勝利した。新たなブリテンの王となったユーサーは、火の竜の星を記念して2匹の黄金の竜を作り、ペンドラゴン（Pendragon）という称号で呼ばれるようになった。この称号は、ウェールズ語（ブリトン語）で「竜の頭(あたま)」を意味する。

### スィッズとスェヴェリスの物語における2匹の竜
ブリテン王スィッズ (Lludd) は恐るべき唸り声が五月祭前夜のたびに鳴り響く原因をつきとめるべく、弟のフランス王スェヴェリス (Llefelys) に尋ねた。スェヴェリスは、兄上の国の竜に他国の竜が襲いかかろうとしていて、そのためにブリテンの竜が恐ろしい雄たけび声を上げているのだと告げた。スェヴェリスは2匹のドラゴンを封印する策を進言した。ブリテン島の東西南北の中心地に穴を掘り、そこに蜂蜜酒を大量に注いた桶を置き、その上に絹の布をかぶせるという策略であった。
そうして準備を整えて見張っていると、相争う2匹の竜の姿が見えたが、そのうち激しい戦いに疲れ切って両者とも穴の中の桶の底に落ちていった。ドラゴンたちは蜂蜜酒の中でやがて酒に酔い、深き眠りについた。スィッズ王はこれを見て絹の布で2匹を包み、さらに石でできた箱に閉じ込め、地中深くに封印した（この場所は後にディナス・エムリスと呼ばれ、ヴォーティガンが砦を築いた伝説の舞台となる）。こうして竜は2匹とも封印されることとなった。
以上の話は、『マビノギオン』の「スィッズとスェヴェリスの物語」で語られる3つの災禍の2番目に当たる。シャーロット・ゲストによるマビノギオン英訳では、この物語の中でディナス・エムリスに封じ込められることになる2匹の竜は、『ブリトン人の歴史』（9世紀）に登場するヴォーティガンと赤白2頭の竜の話（第42章）と関連があると解説されている。ヴォーティガンと2頭の竜の話はモンマスのジェフリーの『ブリタニア列王史』（12世紀）に翻案された形で取り入れられたが、『ブリトン人の歴史』では生贄にされそうになる少年はアンブロシウスという人物であるのに対し、『ブリタニア列王史』では代わりにアンブロシウスの名をもつマーリンが登場する（第6部17章から第7部3章まで）。『ブリタニア列王史』および『ブリトン人の歴史』のヴォーティガンと二頭の竜のエピソードでは、片方がブリトン人の赤い竜、もう片方がサクソン人の白い竜とされたが、「スィッズとスェヴェリスの物語」に出てくる2頭の竜の話では、ドラゴンの色についての言及はなく、プリダイン（ブリテン）の竜に襲いかかろうとしているもう一匹の竜についても他国の民の竜としか書かれていない。

## 竜の国民として

ヘンリー7世の紋章。左のサポーターに赤い竜がみえる。

カーディフ市旗

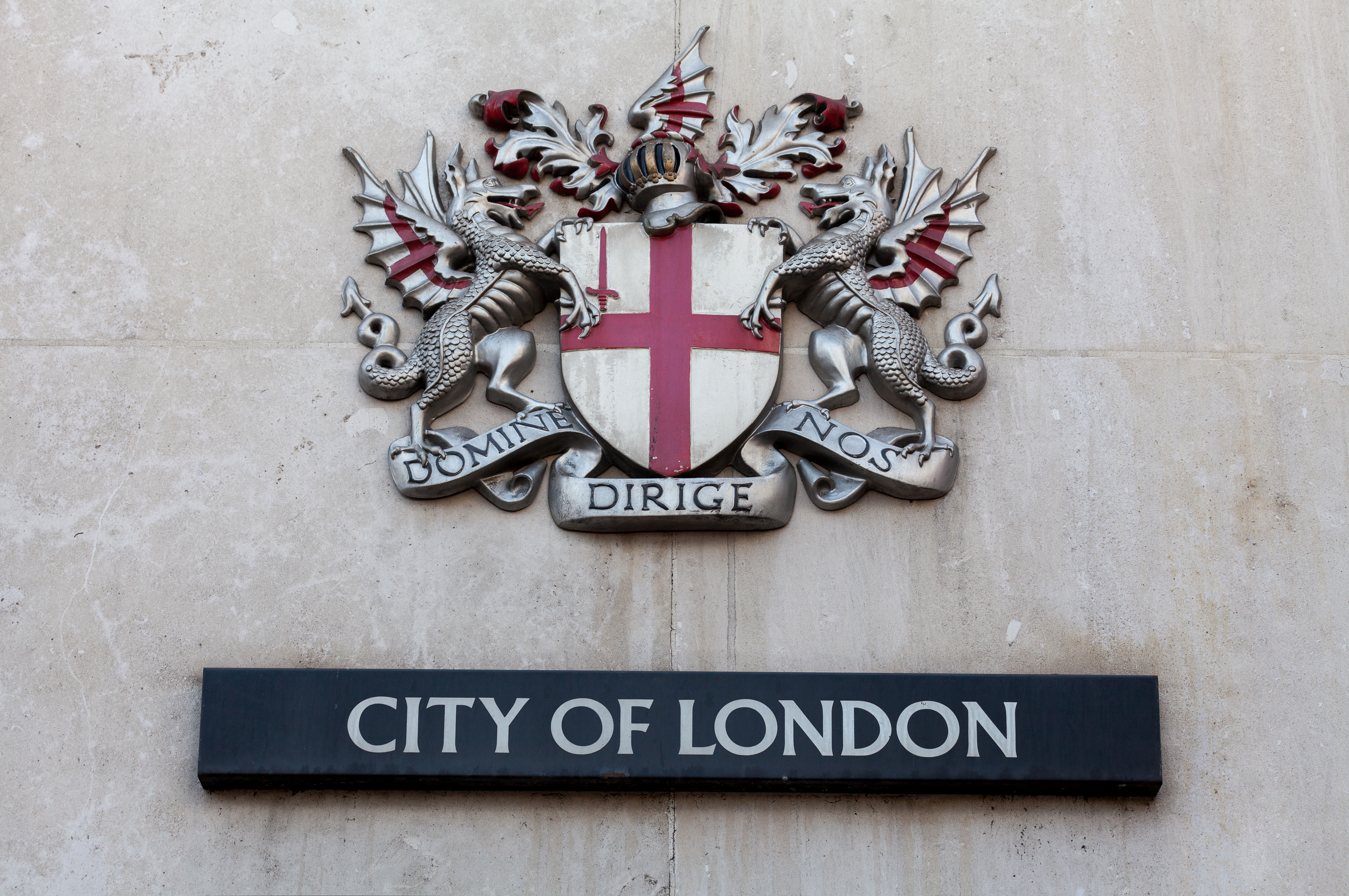
シティ・オブ・ロンドンの紋章。モットー「Domine, dirige nos.」は「主よ、我らを導き給え」の意味。

ドラゴン関係本などに記載されている「ドラゴン」の説明において、たいていは「西洋世界におけるドラゴンは邪悪とされる」とあるが、現在のウェールズでは土地も国民も「我々は赤い竜である」としており、赤い竜は国や民族の象徴・化身である。またラグビーウェールズ代表は愛称は「レッド・ドラゴン」であり、強豪チームとして恐れられたこともあった。そのためウェールズは「ドラゴン＝ハート（精神）の国」として有名である。
ウェールズ首都カーディフの市旗では竜が旗を持ち、その横に特産品であるリーキが植えられている。
プランタジネット朝のヘンリー3世はドラゴン紋の旗をウェストミンスターのセント・ピーター教会に旗を寄進し、安置させたという。このときのドラゴン紋も赤い竜であったという。ヘンリー3世はウェストミンスター寺院を大改築したことでも知られている。
テューダー朝の祖ヘンリー7世は、自らの王権を正当化するためにアーサー王伝説と絡めつつ、ウェールズ公家に繋がる血筋を最大限に利用した。ゆえに、ロンドン・シティの紋章もテューダー家の流れを汲む紋章であり、首都ロンドン中心部の象徴となった。ただしシティのドラゴンの色は赤竜ではなく、赤が混じる銀竜となった。
赤竜はアーサー王の象徴でもあり、ウェールズだけの竜ではなく、英国、特にイングランドの象徴の一部にもなったのである。

### ウェールズの旗について
ウェールズの旗が現在の形になったのは1950年代のことである。1959年にエリザベス2世によって公認されたウェールズの旗には、1807年にウェールズの副紋章のデザインに使われた「右前脚を上げて左に向かって歩く姿の竜」 (dragon passant) が描かれている。
なお、1801年に現行の形に制定された英国の国旗は、連合王国の源流である3王国（イングランド、スコットランド、アイルランド）の象徴を組み合わせた旗になっているが、比較的早期にイングランド王国と統合されたウェールズの象徴は組み込まれていない。
1707年の合同法以前のイングランドの国章においてはテューダー朝、イングランド共和国時代にイングランドを象徴するライオンと共に盾を支えているが、王政復古後はスコットランドを象徴するユニコーンに席を奪われた。

イングランド王国の国章（1509年～1554年）
護国卿時代の国章（1655年～1659年）